# Harald Hermodsson
Carl Harald Hermodsson, född 1 april 1882 i Västra Alstads församling, Malmöhus län, död 17 juli 1960 i Uppsala domkyrkoförsamling, var en svensk bergsingenjör. Han var far till Lars, Olle och Elisabet Hermodsson.
Hermodsson, som var son till bruksägare Lars Hermodsson (1844–1935) och Elna Månsson (1854–1940), studerade efter mogenhetsexamen i Lund 1900 vid Kungliga Tekniska högskolan 1902–1905 samt i Frankrike och Belgien 1909. Han var anställd vid Hjultjärns och Stribergs gruvor 1906–1908, på patentbyrå 1910, vid svenska och utländska bolag för undersökning och avverkningsplaner för torvmossar i Sverige, Finland och Tyskland samt för lignitfyndighet i Italien 1911–1912 och vid tjärbränneribolag i Sverige 1913. Han bedrev egen konsulterande verksamhet inom torv-, kolnings- och tjärtillverkningsindustri 1915–1919, var konstruktör för kolugnar i Sverige och Finland 1917–1918, ägare av Älvho tjärfabrik i Orsa 1915–1937, delägare och förvaltare av Öje nya och Mobäckens tjärfabrik 1917–1942 samt konstruktör och tillverkare av monteringsfärdiga hus och innehavare av ingenjörsfirman Färdiga Bostäder i Göteborg 1920–1933. Han var prokurist för Weilands tryckeri i Uppsala och ansvarig utgivare av tidningen "Triumf" från 1927, redaktör från 1934, delägare 1935–1943 och ägare från 1943. Hermodsson är begravd på Uppsala gamla kyrkogård.